# Championnat de Paraíba de football
Le Championnat de Paraíba de football (Campeonato Paraibano en portugais) est une compétition brésilienne de football opposant des clubs de l'État de Paraíba et organisée par la Fédération de Paraíba de football. C'est l'un des 27 championnats des États brésiliens.

## Organisation
Première division.
- Première phase :
  - Matchs allers-simples, chaque équipe affronte une fois les autres équipes du groupe.
  - Séries éliminatoires aller-retours entre les quatre premiers.

- Deuxième phase :
  - Matchs allers-simples, chaque équipe affronte une fois les autres équipes du groupe.
  - Séries éliminatoires aller-retours entre les quatre premiers.

Si une équipe remporte les deux phases, elle est sacrée championne. Sinon, une finale aller-retour oppose les vainqueurs des deux premières phases, le vainqueur de la finale est sacré champion. Comme pour les autres championnats d'État brésilien, les règles sont susceptibles d'être modifiées à chaque début de saison.